# Acusilau d'Argos
Acusilau (grec antic: Ἀκουσίλαος, llatí: Acusilaus), fill de Cabes o Escabres, fou un logògraf grec del segle vi aC natural d'Argos.
La Suïda diu que va escriure unes genealogies copiades d'unes taules de bronze que el seu pare va portar a casa. Hom cita tres llibres de les seves genealogies, que en la seva major part són traduccions d'Hesíode en prosa. Va escriure en dialecte jònic, i Plató és el primer autor que l'esmenta. Alguns autors el van considerar un dels set savis de Grècia.